# Musée Mendjisky-Écoles de Paris
Le musée Mendjisky-Écoles de Paris est un ancien musée parisien fondé par Patricia et Serge Mendjisky en mémoire de Maurice Mendjizky et visa à conserver, protéger, et mettre en valeur des œuvres des artistes qui, comme celui-ci, ont participé à l'École de Paris.
Ses collections permanentes étaient composées de :
- peintures des artistes de la première école de Paris, souvent d'Europe centrale, installés dans le quartier Montparnasse avant la seconde guerre mondiale comme Maurice Mendjizky, notamment André Lanskoy et Serge Poliakoff...;
- ceux, abstraits et figuratifs, de la deuxième école de Paris, « ayant contribué à faire de Paris un centre artistique majeur entre 1945 et 1960 », comme Jean Fautrier, Pierre Alechinsky, Camille Bryen, Bernard Buffet, François Desnoyer, Simon Hantai.

Il ouvre en avril 2014, dans l'atelier construit par Robert Mallet-Stevens en 1932 pour le verrier Louis Barillet dans le square Vergennes dans le 15e arrondissement de Paris.
Le musée a fermé « pour des raisons financières » le 31 décembre 2016.

## Expositions
- septembre - 31 décembre 2014: Maurice Mendjizky et la figure humaine
- 5 juin - 15 octobre 2015: Manessier, du crépuscule au matin clair
- 18 novembre 2015 - 23 mars 2016: Ateliers d'artistes
- 8 juin - 5 octobre 2016: Émile Savitry, Un photographe de Montparnasse
- 12 octobre - 31 décembre 2016: Les Insoumis de l'art moderne - Paris, les années 50 (dont Bernard Buffet, Philippe Cara Costea, Jean Commère, Simone Dat, Raymond Guerrier; François Heaulmé, Roger Lersy, Bernard Lorjou, André Minaux, Yvonne Mottet, Maurice Verdier…)[2]
- 20 janvier - 29 mai 2016: Schneider, les enfants d'une œuvre (maîtres verriers de la famille Schneider)